# Rafael Franco
Rafael de la Cruz Franco Ojeda (Asunción, 22 de octubre de 1896-16 de septiembre de 1973) fue un militar y político paraguayo, que ejerció como presidente provisional de Paraguay desde el 19 de febrero de 1936 hasta el 15 de agosto de 1937. Fue el fundador histórico del Partido Nacional Revolucionario. Sirvió como coronel durante su carrera militar, fue ascendido póstumamente al grado militar de general de brigada en 2011.

## Vida personal
Nació en Asunción, el 22 de octubre de 1896, en la casa ubicada en la intersección de las calles Chile y Haedo (zona céntrica de la ciudad).
Era hijo de Federico Franco y Marcelina Ojeda. Su padre fue profesor de matemáticas de la Escuela de Agronomía, fundada por Moisés de Santiago Bertoni (funcionaba en el Jardín Botánico y en 1940 fue trasladada a San Lorenzo).
Estuvo casado con Deidamia Solalinde. Luego de realizar sus estudios secundarios, egresó del Colegio Nacional de la Capital con muy buenas calificaciones, ingresó al Colegio Militar en 1915. Su primera asignación, con el rango de teniente segundo, fue a Encarnación, ciudad del Departamento de Itapúa bajo el mando del coronel Pedro Mendoza. El 9 de mayo de 1921, Franco es ascendido a teniente primero de Infantería y, el 13 de agosto de ese mismo año fue nombrado comandante del Grupo de Ametralladoras, con asiento en Asunción.

## Biografía
Franco ejerció como comandante del Regimiento de Infantería N.º 5 «General Eduvigis Díaz», con base en Bahía Negra. El 13 de agosto de 1924 fue ascendido al rango de capitán, y el 10 de febrero de 1926 fue designado comandante de la Compañía de Cadetes del Colegio Militar. Durante este período, se le asignaron responsabilidades clave en la formación de cuadros de oficiales y tropas, en virtud de su desempeño. En noviembre de 1926, asumió el comando del Regimiento de Infantería N.º 2, con sede en Villa Hayes.
Su carrera militar progresó rápidamente, y en agosto de 1928, tras su participación en operaciones en el Chaco Paraguayo, fue designado comandante de la Escuela de Aviación Militar. Posteriormente, fue promovido al grado de mayor y reasumió el mando del Regimiento de Infantería N.º 5 en Bahía Negra. Durante su formación en el Colegio Militar, sufrió un accidente ecuestre en las inmediaciones del Cabildo, lo que le dejó una secuela motriz. Sus subordinados lo apodaban «León karē» (karē, del idioma guaraní, que significa: «cojo»).
Tras su destitución del poder, Franco enfrentó diversos períodos de exilio y dificultades económicas. Su primer destierro ocurrió en 1935, tras el fin de la Guerra del Chaco. Regresó en febrero de 1936 y asumió la Presidencia de Paraguay, pero en agosto de 1937 fue nuevamente exiliado hasta 1946. En 1947 partió nuevamente al exilio y no retornó hasta finales de 1963. En total, permaneció veinticinco años fuera del país, período en el que su esposa falleció en 1953 sin que se le permitiera regresar a Paraguay para asistir al funeral.
Durante su estadía en Montevideo, la capital del Uruguay, se dedicó a la fabricación de jabones como sustento, debido a la falta de ingresos oficiales o pensiones militares. Elaboraba el producto en barriles de 200 litros, aplicando un proceso aprendido de su padre, y lo comercializaba a través de intermediarios.
A su regreso definitivo en 1963, residió en una pequeña habitación en la intersección de 14 de Mayo y Herrera. Frecuentaba un café en la Avenida 25 de Mayo, donde sostenía conversaciones sobre política y asuntos militares con antiguos camaradas del Ejército paraguayo.

En septiembre de 1973, Rafael Franco fue hospitalizado en el Sanatorio Americano debido al deterioro de su salud, donde permaneció hasta su fallecimiento el 15 de septiembre del mismo año. Durante sus últimos días recibió la visita del coronel Arturo Bray, con quien mantuvo una prolongada y profunda enemistad. Tras su deceso, Bray envió una corona fúnebre con la inscripción: 
«A un gran patriota».
Mediante la Ley N.º 4377, promulgada el 29 de julio de 2011, se le concedió el ascenso póstumo al rango de general de brigada.

## Presidencia
Rafael Franco asumió la presidencia provisional de la República del Paraguay el 19 de febrero de 1936, tras el derrocamiento del gobierno de Eusebio Ayala mediante un golpe de Estado liderado por sectores militares y civiles afines a su causa. Su gobierno se caracterizó por una agenda reformista y nacionalista, orientada a la consolidación de la identidad paraguaya, la modernización de las instituciones y la implementación de derechos laborales y sociales que configuraron la estructura jurídica y económica del país.
Durante su gobierno, Franco impulsó medidas como la primera reforma agraria, el establecimiento del aguinaldo y la fijación de la jornada laboral de ocho horas, además de consolidar derechos para la clase trabajadora y reforzar la soberanía nacional en sectores estratégicos.
El 15 de agosto de 1937, tras crecientes presiones políticas y militares, Franco fue depuesto y enviado al exilio. En su lugar asumió la presidencia Félix Paiva, quien gobernó hasta 1939 bajo una administración de tendencia conservadora, revirtiendo varias de las políticas implementadas por Franco.
El exilio de Franco se prolongó por más de dos décadas, con breves retornos en los que intentó reorganizar sus bases políticas. Durante ese tiempo, sus seguidores se dividieron en diferentes corrientes ideológicas, lo que debilitó su liderazgo en el escenario político paraguayo.

### Políticas de su gobierno

#### Reivindicación histórica y reconstrucción de la identidad nacional
- Se proclama a Francisco Solano López como «héroe nacional», sin ejemplar oficial, y se declara Beneméritos de la Patria a José Gaspar Rodríguez de Francia y Carlos Antonio López.

- Se reconoce como héroe nacional al subteniente Adolfo Rojas Silva, primer oficial abatido en la Guerra del Chaco.

- Se repatrían y depositan en el Panteón Nacional de los Héroes los restos de Francisco Solano López, Adolfo Rojas Silva y un soldado desconocido.

- Se establece el 1 de marzo como feriado nacional en conmemoración de la muerte de Solano López.

- Se otorga el título de Ciudadano Honorario del Paraguay al explorador y cartógrafo ruso Juan Belaieff por sus contribuciones geográficas.

#### Reforma laboral y seguridad social
- Se fija la jornada laboral en 8 horas diarias, garantizando mejores condiciones de trabajo.

- Se institucionaliza el aguinaldo como derecho adquirido.

- Se hace obligatorio el descanso dominical, asegurando el derecho al reposo.

- Se establece que el salario laboral incluya vacaciones remuneradas.

- Se reconocen derechos laborales fundamentales, como la libre sindicalización y el acceso a seguridad social para trabajadores y sus familias.

- Se otorgan derechos laborales especiales a mujeres embarazadas.

- Se implementa el pago obligatorio en efectivo, prohibiendo el uso de vales o la llamada «plata blanca».

- Se establecen pensiones vitalicias para los lisiados de guerra y los veteranos.

#### Reforma agraria y acceso a la propiedad
- Se ejecuta la primera reforma agraria en la Historia de Paraguay, mediante la cual aproximadamente 10 000 familias acceden a la propiedad de tierras, con parcelas de entre 10 y 50 hectáreas, adquiridas mediante títulos a plazos de 15 años, con 5 años de gracia para el pago de impuestos.

- Se entregan tierras a campesinos en situación de vulnerabilidad, promoviendo la autosuficiencia agrícola.

#### Reforma educativa y protección del patrimonio cultural
- Se derogan los impuestos que gravaban la educación secundaria y primaria, ampliando el acceso a la enseñanza.

- Se abolieron los exámenes de ingreso para los colegios nacionales, facilitando la admisión.

- Se declaran patrimonio nacional las ruinas, obras de arte colonial, yacimientos y objetos históricos y arqueológicos, garantizando su preservación y conservación.

#### Reestructuración y modernización de las Fuerzas Armadas
- Se lleva a cabo una reorganización estructural y modernización de las Fuerzas Armadas de Paraguay.

- Se ordena la venta de armamentos obsoletos y desgastados, optimizando los recursos militares.

- Se gestiona la adquisición de 60 aeronaves militares italianas para reforzar la defensa nacional ante posibles amenazas externas. Sin embargo, la operación es posteriormente rechazada por los gobiernos liberales sucesores, permitiendo la llegada de solo un número reducido de aviones.

- Se concede la repatriación y ascenso de oficiales del Ejército paraguayo.

- Se mantiene una postura intransigente en cuanto a la retención del territorio conquistado en la Guerra del Chaco, sin aceptar cesiones ni concesiones.

#### Regulación económica y políticas de control de precios
- Se estipula un precio base para la producción de algodón, protegiendo a los productores nacionales.

- Se decreta la congelación por un año de los precios de alquileres y arrendamientos, estabilizando el acceso a la vivienda.

- Se establece la participación estatal en la exploración y explotación petrolera, regulando las operaciones de empresas extranjeras como Esso y Shell.

- Se reorganiza la flota mercante del Estado, optimizando su operatividad y eficiencia.

#### Desarrollo de infraestructura y urbanismo
- Se culmina la construcción del Oratorio de la Virgen de la Asunción, estableciéndolo oficialmente como el Panteón Nacional de los Héroes.

#### Política migratoria y relaciones internacionales
- Se facilita el ingreso de los primeros inmigrantes japoneses, promoviendo la diversificación productiva y el desarrollo agrícola.

- Se implementa un programa de repatriación, permitiendo el retorno de centenares de ciudadanos paraguayos desde el exterior.

#### Reforma constitucional y reconfiguración del orden jurídico
- Se deroga la Constitución de 1870, considerada obsoleta y desfasada respecto a las nuevas necesidades del país.

- Se convoca a una Asamblea Nacional Constituyente con el propósito de redactar una nueva carta magna acorde a las transformaciones en curso.

#### Creaciones
- Ministerio de Salud Pública.
- Ministerio de Agricultura.
- Patronato Nacional de los Indígenas.
- Departamento Nacional del Trabajo.
- Central Nacional de Trabajadores (CNT).
- Comisión de Fomento y Trabajo.
- Comité de Movilización Civil.
- Banco de la República del Paraguay.
- Sección Filatélica dentro de la Dirección General de Correos y Telégrafos.
- Facultad de Odontología.
- Facultad de Ciencias Económicas.
- Facultad de Ciencias Agrarias.
- Nueva serie de Billetes de 5, 10, 50, 100,500 y 1000 pesos fuertes paraguayos.
- Fundaciones de Colonias y Puertos.
- Varios hospitales en el interior del país.
- Asociación Nacional de Excombatientes (actual UPV Chaco) donde nombran a Franco como su 1.er. Pdte.
- Universidades Populares.
- Primer Aeropuerto Civil.
- Centenares de Escuelas y Colegios.
- La Escuela de Arte y Oficios.
- Granjas-escuela Rurales.
- Unión Nacional Revolucionaria.

### Gabinete de Gobierno
- Ministerio de Relaciones Exteriores: Juan Stefanich (canciller)
- Ministerio del Interior: Gómez Freire Esteves
- Ministerio de Guerra y Marina: Arístides Rivas Ortellado
- Ministerio de Hacienda: Luis Freire Esteves, Alfredo J. Jacquet, Emilio Gardel
- Ministerio de Justicia, Culto e Instrucción Pública: Anselmo Jover Peralta, Emilio Gardel, Crescencio Lezcano, Damián Bruyn
- Ministerio de Agricultura: Bernardino Caballero (nieto del general Bernardino Caballero), Guillermo Tell Bertoni
- Ministerio de Salud Pública: Pedro Duarte Ortellado
- Intendente de la Ciudad de Asunción: Felipe Molas López (2 de febrero a octubre de 1936), Damián Bruyn (octubre de 1936 a junio de 1937)

## Trayectoria política
Rafael Franco fue fundador y líder histórico del Partido Nacional Revolucionario (1936). Su carrera militar estuvo marcada por un desempeño destacado en el campo de batalla, aunque su involucramiento en cuestiones políticas condujo a su separación temporal del servicio activo. No obstante, al inicio de las hostilidades con Bolivia, solicitó su reincorporación como voluntario y fue readmitido en el Ejército Paraguayo. Durante la guerra del Chaco, alcanzó el mando del II Cuerpo de Ejército, logrando victorias estratégicas en operaciones clave como Picuiba, Yrendagué, Carandayty, Charagua e Ingavi, consolidando así la posición paraguaya en la fase definitoria del conflicto.
Si bien Franco fue el principal impulsor del Partido Nacional Revolucionario, no tuvo afiliación con la Internacional Socialista ni manifestó adhesión al socialismo. En 1950, sus seguidores se escindieron en dos facciones: una de orientación nacionalista y otra de tendencia socialista, esta última fundó el Partido Revolucionario Febrerista, reorientando la trayectoria ideológica del movimiento original.
Desde una perspectiva doctrinal, Franco mantuvo una postura independiente de los totalitarismos de su época, rechazando tanto el fascismo como el comunismo. En su discurso inaugural como presidente, definió su visión política en los siguientes términos:
«No copiaremos ninguna de las constituciones presentes, pero aprovecharemos las expresiones de todas ellas y daremos a la nueva organización nacional [...] la sustancia medular de nuestro pueblo y nuestra raza. El Estado paraguayo no será comunista ni fascista ni racista, y no adoptará las formas políticas referidas.»

—Rafael Franco.
Franco también desempeñó funciones clave en el ámbito castrense como director de la Escuela Militar, consolidando su figura como una referencia política en la posguerra. Su participación en la guerra del Chaco incluyó el comando de la Primera División, siendo uno de los estrategas detrás de la victoria en Campo Vía, donde su firma figura en el acta de rendición firmada junto a los oficiales bolivianos. Tras este triunfo, fue ascendido a comandante del II Cuerpo de Ejército.
Durante el Desfile de la Victoria, su paso por la tribuna generó una manifestación espontánea de la multitud, que irrumpió en el recorrido entre vítores y flores.
| Predecesor: Eusebio Ayala | Presidente de la República de Paraguay 1936 - 1937           | Sucesor: Félix Paiva             |
| Predecesor: Nadie         | Presidente del Partido Revolucionario Febrerista 1951 - 1961 | Sucesor: Benigno Perrotta Britos |